# Ibrahim al-Asiri
Ibrahim al-Asiri (Arabisch: إبراهيم حسن العسيري) bijgenaamd Abu Saleh (Riyad, 18 april 1982 - 2017) was een Saoedisch terrorist voor Al Qaida op het Arabisch Schiereiland. Hij was de plot- en wapenmaker van deze terroristische organisatie en werd door Time beschouwd als de gevaarlijkste terrorist ter wereld en door The Sunday Times in 2012 als de gevaarlijkste persoon op de wereld.

## Jonge jaren
Er is weinig gekend over zijn jonge jaren. Hij groeide in elk geval op in een militair, maar religieus gematigde familie in Saoedi-Arabië en had naar verluidt vier broers en drie zussen maar na de dood van een familielid groeide de familie in een meer religieuze richting. Na de invasie in Irak radicaliseerden hij en zijn broer en wilden ze gaan vechten in Irak. Hij werd gearresteerd samen met zijn broer Abdullah en voor negen maanden opgesloten in de gevangenis. Na zijn vrijlating in 2007 verdween hij in de achtergrond en heeft hij zich aangesloten bij Al Qaida.

## Leven als terrorist
Hij heeft een grote kennis over chemie en explosieven die hij inzet om verschillende aanslagen te plegen. Hij wordt van verschillende aanslagen verdacht.

### Aanslag op Saoedische prins 2009
In 2009 kwamen de gebroeders voor een eerste keer naar voren als terroristen bij een mislukte aanslag op de Saoedische prins Mohammed bin Nayef, de toenmalige minister van binnenlandse zaken en sinds 2015 kroonprins. Abdullah voerde de aanslag uit en kwam daarbij om, maar de prins raakte enkel gewond.

### Mislukte aanslag met kerstmis 2009
Northwest Airlines-vlucht 253, een passagiersvlucht tussen Schiphol en Detroit Metro Airport, werd op 25 december 2009 doelwit van een mislukte aanslag door Al Qaida. Een Nigeriaanse terrorist, Umar Farouk Abdulmutallab, probeerde een bom uit penta-erytritoltetranitraat te laten ontploffen, maar dit mislukte en hij werd overmeesterd door de andere passagiers. Ibrahim wordt gezien als de wapenmaker en het brein achter de aanslag.

### Bomaanslag op cargovliegtuig 2010
Hij wordt ervan verdacht achter een mislukte aanval te zitten op een cargovliegtuig in 2010. Vanuit Dubai zouden vanuit een cargovliegtuig twee bompakketten gestuurd worden naar de Verenigde Staten, meer bepaald enkele Joodse synagogen in Chicago. De aanslag mislukte doordat een spijtoptant de veiligheidsdiensten had gewaarschuwd.

### Jacht op hem
Sinds 2011 heeft de VS hem geplaatst op hun terroristenlijst met een beloning van vijf miljoen dollar. Sindsdien zijn er ook verschillende pogingen geweest om hem uit te schakelen. Zowel in 2011 als 2014 werd hij dood verklaard, maar telkens bleken deze geruchten onwaar te zijn. Momenteel vertoeft hij vermoedelijk in Jemen en mogelijk is hij niet enkel lid van AQAS, maar hij wordt ook geciteerd lid te zijn van Khorasan.